# Olinka Hardiman
Olinka Hardiman (* 16. Januar 1960 im Département Var als Olga Richter) ist eine ehemalige französische Pornodarstellerin, die in den 1980er-Jahren in einer Reihe von Hardcorefilmen mitwirkte. Sie war während dieser Zeit eine der bekanntesten Akteurinnen in diesem Genre.

## Biographie
Olinka Hardiman begann ihre Karriere als Pornodarstellerin im Jahre 1980 im Alter von 20 Jahren in dem Film Emanuelle goes to Cannes. Es folgten in den nächsten elf Jahren insgesamt 38 weitere Filmproduktionen. Fast alle sind dem Bereich Pornographie zuzuordnen. 1981 drehte sie den Film L’amour aux sports d’hiver (in Deutschland als Alice – Wild und unersättlich bekannt). Dieser bedeutete ihren Durchbruch in der europäischen Hardcoreszene. Im Laufe der nächsten Jahre gelang es ihr, auch auf dem amerikanischen Markt Fuß zu fassen. In mehreren Filmen trat sie in einer Marilyn Monroe nachempfundenen Aufmachung auf.
Ab 1986 übernahm sie in einigen nicht pornografischen Filmen kleinere Rollen, so im Drama I love you (Hauptdarsteller: Christopher Lambert), im Horrorfilm Delirio de sangue und 1991 im B-Western Dark Rider. Keiner dieser Filme wurde ein kommerzieller Erfolg.
Seit 1992 hat sie sich ins Privatleben zurückgezogen und lebt in Paris.

## Filmografie (Auswahl)
- 1980: Emmanuelle geht nach Cannes (Emmanuelle à Cannes)
- 1981: Sechs Schwedinnen auf Ibiza
- 1981: Alice – Wild und unersättlich (L'amour aux sports d'hiver)
- 1981: Die Mädchen von St. Tropez (Dans la chaleur de St-Tropez)
- 1982: Heißer Sex auf Ibiza
- 1982: Wenn Mädchen heiß den Frühling spüren (Neiges brûlantes)
- 1983: Rosalie – Heiße Körper (Rosalie se decouvre)
- 1984: Haus der Begierde (La maison des mille et un plaisirs)
- 1984: Ich schenke dir meinen Körper (Je t'offre mon corps)
- 1984: Die wilden Stunden der schönen Mädchen
- 1985: Marilyn – Geheimste Leidenschaften (Marilyn, mon amour)
- 1985: Marilyn – Heiß wie ein Vulkan (Inside Marilyn)
- 1985: Scharfe Girls auf Achse (Mobilehome Girls)
- 1986: Ein Sommer voller Leidenschaft (L'été les petites culottes s'envolent)
- 1988: Blood Delirium (Delirio di sangue)